# Vila Cã
Vila Cã ist eine Gemeinde (Freguesia) im portugiesischen Kreis Pombal. In ihr leben 1401 Einwohner (Stand 19. April 2021).